# Europarlamentari dei Paesi Bassi della I legislatura
Gli europarlamentari dei Paesi Bassi della I legislatura, eletti in occasione delle elezioni europee del 1979, furono i seguenti.

## Composizione storica
| Europarlamentare          | Lista                                           | Gruppo |
| ------------------------- | ----------------------------------------------- | ------ |
| Willem Albers             | Partito del Lavoro                              | SOC    |
| Cornelis Berkhouwer       | Partito Popolare per la Libertà e la Democrazia | LD     |
| Bouke Beumer              | Appello Cristiano Democratico                   | PPE    |
| Elise C.A.M. Boot         | Appello Cristiano Democratico                   | PPE    |
| Robert Cohen              | Partito del Lavoro                              | SOC    |
| Pieter Dankert            | Partito del Lavoro                              | SOC    |
| Arie De Goede             | Democratici 66                                  | NI     |
| Suzanne Dekker            | Democratici 66                                  | NI     |
| Aart Geurtsen             | Partito Popolare per la Libertà e la Democrazia | LD     |
| James L. Janssen van Raay | Appello Cristiano Democratico                   | PPE    |
| Sjouke Jonker             | Appello Cristiano Democratico                   | PPE    |
| Annie Krouwel-Vlam        | Partito del Lavoro                              | SOC    |
| Hendrik J. Louwes         | Partito Popolare per la Libertà e la Democrazia | LD     |
| Hanja Maij-Weggen         | Appello Cristiano Democratico                   | PPE    |
| Hemmo J. Muntingh         | Partito del Lavoro                              | SOC    |
| Hans R. Nord              | Partito Popolare per la Libertà e la Democrazia | LD     |
| Harry A.C.M. Notenboom    | Appello Cristiano Democratico                   | PPE    |
| Jean J.M. Penders         | Appello Cristiano Democratico                   | PPE    |
| Teun Tolman               | Appello Cristiano Democratico                   | PPE    |
| Frans G. van der Gun      | Appello Cristiano Democratico                   | PPE    |
| Ien van den Heuvel        | Partito del Lavoro                              | SOC    |
| Johan van Minnen          | Partito del Lavoro                              | SOC    |
| Willem J. Vergeer         | Appello Cristiano Democratico                   | PPE    |
| Anne Vondeling            | Partito del Lavoro                              | SOC    |
| Eisso P. Woltjer          | Partito del Lavoro                              | SOC    |

## Modifiche intervenute

### Appello Cristiano Democratico
- In data 18.01.1982 a Frans G. van der Gun subentra Joseph A. Mommersteeg.

### Partito del Lavoro
- In data 29.11.1979 a Anne Vondeling subentra Phili J. Viehoff.

### Democratici 66
- In data 11.06.1981 a Suzanne Dekker subentra Doeke Eisma.